# Survivor România Sezonul 2
Survivor România 2021 este al doilea sezon al Survivor România , un serial de televiziune românesc bazat pe popularul reality show Survivor . Acest sezon a fost anunțat oficial de Kanal D pe 13 noiembrie 2020.Sezonul a avut 24 de concurenți împărțiți în două echipe: „Faimoșii”, compus din doisprezece înalte performanțe care au excelat în domeniile lor, și „Războinicii”, compus din doisprezece români obișnuiți. Sezonul a avut premiera pe 9 ianuarie 2021 și s-a încheiat pe 10 iulie 2021, unde Edmond Zannidache a fost desemnat câștigător în fața lui Andrei Dascălu câștigând marele premiu de 250.000 de lei și titlul de Survivor. A fost al doilea sezon difuzat pe Kanal D și a fost filmat în La Romana, Republica Dominicană, din ianuarie până în iulie 2021.